# Uppstånden är vår Herre Krist till hela världens tröst förvisst
Uppstånden är vår Herre Krist / halleluja, halleluja / till hela världens tröst förvisst är en gammal psalmtext som sjungs vid påsken. Av latinskt ursprung (1300-talet) och först översatt till svenska 1610 (av Laurentius Jonae Gestritius?).
Den första versen på latin (1300-talet)
Surrexit Christus hodie
Humano pro solamine,
Den första versen på tyska (1400-talet)
Erstanden ist der heilige Christ, Halleluja,
der aller Welt ein Heiland ist, Halleluja.

## Publicerad i
- 1695 års psalmbok som nr 168 med inledningen "Upstånden är wår HErre Christ / Halle:Halleluja! / För hela werldens tröst förwist" med 6 verser.
- Finlandssvenska psalmboken 1986 som nr 91 under rubriken "Påsk" med 5 verser.